# Calzada Rugby Club de Gijón
El Calzada Rugby Club de Gijón (popularmente conocido como La Calzada, fundado como Club Rugby La Paz por razones de patrocinio, y posteriormente Club de Rugby La Calzada - Ruck), es un equipo de rugby de la ciudad de Gijón, Asturias (España). Actualmente compite en la Liga Norte AON Asturcántabra, competición organizada en conjunto por las federaciones de rugby de Asturias y Cantabria.

## Historia

### El Club

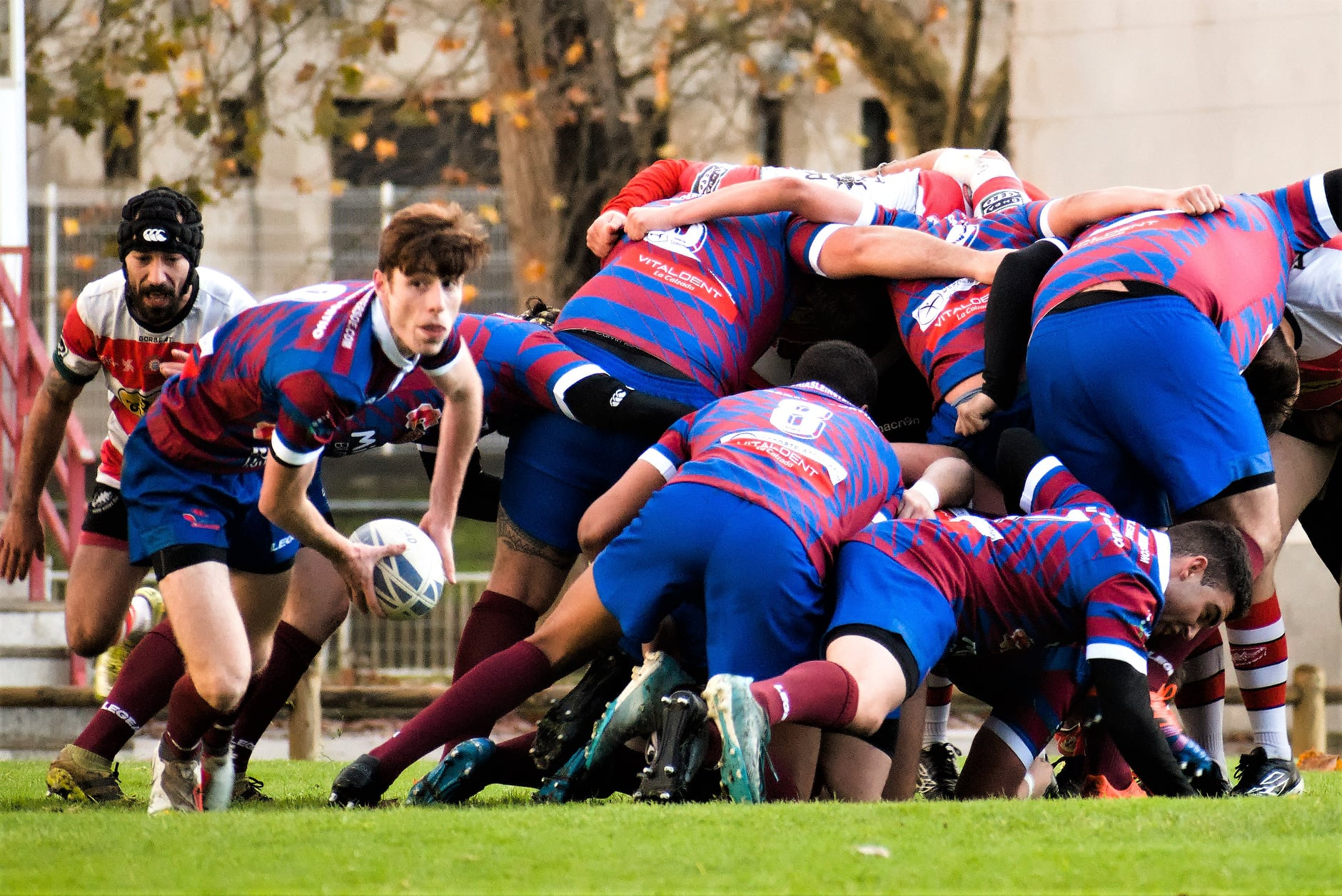
Salida de una melé durante un partido de la Temporada 2021-2022.

En el año 1988, un grupo de aficionados al rugby, vecinos en su mayoría del barrio de La Calzada de Gijón y reunidos en el Bar "La Paz", situado en esa misma zona; deciden que sería una gran idea que un nuevo club cubra el vacío dejado por la desaparición de dos clubes de rugby que había en la ciudad años atrás, siendo estos el Panther Black R.C. y el Fundación Revillagigedo. (El Fundación Revillagigedo fue precisamente el primer equipo de rugby constituido en el Principado de Asturias y disputó el primer partido de este deporte en la región, un 24 de enero del año 1965 en el campo de la Universidad Laboral de Gijón contra el Castilla Guardia de Franco proveniente de la provincia de Valladolid).
Por este motivo, deciden constituir el que denominarían Club Rugby "La Paz", en referencia al bar en el que tuvo lugar esta primera asamblea del equipo, y que posteriormente se convertiría en patrocinador del mismo, quedando entonces firmados los primeros estatutos del club en una servilleta. 
No fue hasta el año 1991 cuando el nombre pasa a ser Club de Rugby La Calzada - Ruck, habiendo terminado previamente el patrocinio del bar homónimo, decidiendo darle al club el nombre del barrio en el que está constituido.
El único rival de La Calzada en el municipio era el equipo de rugby del Real Sporting de Gijón, pero en el año 1995 este eliminó todas sus secciones deportivas al quedar constituido como sociedad anónima deportiva. Esto hizo que los jugadores de la sección de rugby solicitasen la cesión de derechos para continuar como un club aparte. Uno de los fundadores de La Calzada tenía registrado el nombre de Gijón Rugby, pero tras la petición de los antiguos jugadores del Sporting para usar ese nombre para su club, decidió cederles el uso de la denominación de forma desinteresada, constituyendo estos de este modo el Gijón Rugby Club, clásico rival de La Calzada.
En el año 1998, con el Decreto 24/98 del 11 de junio correspondiente a la nueva ley sobre asociaciones y clubes deportivos, se precisa una modificación de los estatutos, para que el club quede constituido como Club Deportivo Básico para adecuarse a la Dirección General de Deportes del Principado de Asturias, que finalmente se produce el 5 de abril del año 2000.
Años después, con fecha del 20 de septiembre del año 2010, el club vuelve a cambiar de denominación para adoptar la que hasta ahora ha sido la definitiva, Calzada Rugby Club de Gijón, modernizando el nombre adoptando un estilo más global e incluyendo una mención a la ciudad de Gijón, hogar del club. 
El club destaca por una firme apuesta por las categorías inferiores, lo que lo diferencia de los clubes con más éxito de la región. Esto también provoca que el equipo sufra cambios de dinámica y rendimiento en la liga de una temporada a otra, cuando los jugadores más interesantes que han sido formados en el club, llaman la atención de otros equipos de categorías superiores y deciden buscar nuevos retos fuera, dejando paso para que otros jugadores con menos experiencia comiencen su rodaje en el mundo del rugby. 
Aun así La Calzada ha contado con jugadores extranjeros de varios países con gran tradición rugbística, como son Irlanda, Inglaterra, Gales, Francia y Argentina, entre otros.

### Primera década (Años 90's)
La primera temporada en la que el club compite en el Campeonato Regional de Asturias es en la 1989-1990, bajo la denominación de C.R. La Paz, quedando como tercer clasificado en la competición, solo por detrás del Universitario de Oviedo y el Panther Black. Para esta primera temporada, sumaba 36 fichas de jugadores.
En la temporada 1990-1991, ya compite bajo el nombre La Calzada Ruck, con un meritorio segundo puesto en la clasificación final, de nuevo por detrás del equipo Universitario de Oviedo. Este puesto permite a La Calzada poder disputar la Liga de Ascenso a Primera Nacional esa misma temporada, quedando en quinto lugar. 
Para la temporada 91-92, tras un tercer puesto en el campeonato, el club organiza para la segunda semana de junio el I Torneo de Seven "Villa de Gijón", convirtiéndolo así en el Torneo de Seven más antiguo del Principado de Asturias, manteniéndolo desde entonces. La Calzada ganaría esta primera edición.
En las temporadas siguientes, el club mantiene una dinámica estable en las competiciones regionales, consiguiendo una clasificación estable en mitad de tabla por norma general. Se inscribe además un equipo en el I Torneo de Seven "La Flor de Grao" para 1993. En la temporada 94-95 vuelve a conseguir un segundo puesto en el Campeonato de Asturias, y un tercero en la 95-96. Esa temporada se recibe la invitación de la Atlética Avilesina para participar en el I Torneo San Agustín.
Con la llegada de la temporada 1996-1997, el Club de Rugby La Calzada - Ruck ya es el tercero de la región en número de licencias federativas, sumando un total de 60, colocándolo solo por detrás del Oviedo Rugby y de la Asociación Atlética Avilesina (que en 1998 daría paso al Belenos Rugby Club), situándolo además como el club más grande de la ciudad de Gijón, un hito conseguido en menos de una década de actividad.
El final de los años noventa, confirma la dinámica del equipo en la competición regional, que conseguiría clasificar siempre entre el cuarto y el sexto puesto desde la temporada 96-97 hasta la 99-00.

### Comienzo del Nuevo Siglo (00's)
El club se va haciendo un hueco en la región.

### Temporada a temporada
| Temporada | División                                    | Puesto | Notas |
| --------- | ------------------------------------------- | ------ | --- |
| 1989-90   | Campeonato Regional Asturias - 1ª Categoría | 3º     | Con la denominación de C.R. La Paz |
| 1990-91   | Campeonato Regional Asturias - 1ª Categoría | 2º     | Juega Fase de Ascenso a Primera Nacional |
| 1991-92   | Campeonato Regional Asturias - 1ª Categoría | 3º     | |
| 1992-93   | Campeonato Regional Asturias - 1ª Categoría | 5º     | |
| 1993-94   | Campeonato Regional Asturias - 1ª Categoría | 6º     | |
| 1994-95   | Campeonato Regional Asturias - 1ª Categoría | 2º     | |
| 1995-96   | Campeonato Regional Asturias - 1ª Categoría | 3º     | |
| 1996–97   | Campeonato Regional Asturias - 1ª Categoría | 5º     | |
| 1997–98   | Campeonato Regional Asturias - 1ª Categoría | 4º     | |
| 1998–99   | Campeonato Regional Asturias - 1ª Categoría | 6º     | |
| 1999–00   | Campeonato Regional Asturias - 1ª Categoría | 5º     | |
| 2000–01   | Campeonato Regional Asturias - 1ª Categoría | 3º     | |
| 2001–02   | Campeonato Regional Asturias - 1ª Categoría | 2º     | |
| 2002–03   | Campeonato Regional Asturias - 1ª Categoría | 3º     | |
| 2003–04   | Campeonato Regional Asturias - 1ª Categoría | 3º     | |
| 2004–05   | Campeonato Regional Asturias - 1ª Categoría | 5º     | |
| 2005–06   | Campeonato Regional Asturias - 1ª Categoría | 6º     | Compite bajo el nombre Dicar Rugby Calzada |
| 2006–07   | Campeonato Regional Asturias - 1ª Categoría | 5º     | Última temporada en la que la competición toma su denominación original. |
| 2007-08   | Campeonato Regional Asturias - 1ª Categoría | 6º     | Compite bajo el nombre UPM Rugby La Calzada |
| 2008-09   | Campeonato Regional Senior                  | 3º     | |
| 2009-10   | Campeonato Regional Senior                  | 3º     | Juega Fase de Ascenso a Primera Nacional |
| 2010-11   | Campeonato Regional Senior                  | 3º     | Juega Fase de Ascenso a Primera Nacional y Asciende. |
| 2011-12   | Liga de Primera Nacional - Grupo A          | 4º     | El segundo equipo queda 5º en la competición regional. |
| 2012-13   | Campeonato Regional Senior                  | 2º     | El equipo renuncia a su plaza en la Liga de Primera Nacional. |
| 2013-14   | Campeonato Regional Senior                  | 2º     | |
| 2014-15   | Campeonato Regional Senior                  | 1º     | Juega la Fase de Ascenso a División de Honor "B". |
| 2015-16   | Campeonato Regional Senior                  | 4º     | |
| 2016-17   | Liga Norte Agrupada AON                     | 6º     | Cambia el Formato de Liga con la inclusión de equipos leoneses. |
| 2017-18   | Liga FIATC Norte Agrupada                   | 3º     | La clasificación en tercer puesto, permite al equipo disputar la nueva Liga de Primera División la temporada siguiente. |
| 2018-19   | Liga Norte Agrupada - 1ª División           | 7º     | Cambia de nuevo el formato de Liga, con la inclusión de equipos cántabros y del norte de Castilla y León. |
| 2019-20   | Liga Norte Agrupada - Grupo I               | 1º     | Desaparecen las divisiones creadas en la Liga la temporada anterior. Queda desierta la Fase Final por la pandemia del COVID-19. |
| 2020-21   | -                                           | -      | Vuelve el sistema de competición tradicional. La competición retrasa su comienzo varios meses por la pandemia mundial, y el club toma la decisión de participar únicamente en las series de Rugby Seven en las que clasifica tercero. |
| 2021-22   | Liga Norte AON - ASISA                      | 8º     | |
| 2022-23   | Liga Norte AON - ASISA                      | 10º    | Temporada muy complicada, en la que el club evita ser el farolillo rojo de la clasificación, quedando en décimo lugar en la Fase Regular.                                                                                             |
| 2023-24   | -                                           | -      | El equipo está mermado de efectivos y económicamente. Tras la pandemia y con temporadas complicadas a la espalda, no saca equipo a competición oficial.                                                                               |
| 2024-25   | Liga Norte AON - ASISA                      | 10º    | Tras una temporada de ausencia, el club pone en competicion al equipo senior logrando dos victorias y terminando la temporada en décimo lugar.                                                                                        |

## Datos del club

### Palmarés
| Competición                    | Títulos  | Subcampeonatos                                    |
| ------------------------------ | -------- | ------------------------------------------------- |
| Campeonato Regional Sénior (1) | 2014-15  | 1990-91, 1994-95, 2001-02, 2012-13 y 2013-14. (5) |
| Liga Norte Agrupada (1)        | 2019-20* |                                                   |

Nota (*): En la temporada 2019-2020, la Federación Asturiana dejó el título desierto oficialmente por la pandemia de COVID-19. El Calzada Rugby quedó en primer lugar en la Fase Regular de Liga, pero no se pudo disputar la Fase Final.

### Denominaciones
- Club Rugby La Paz (1988-1990) Nombre oficial en su fundación por razones de patrocinio.

- Club de Rugby La Calzada - Ruck (1990-2005) Denominación definitiva tras el fin del patrocinio inicial.

- Dicar Rugby Calzada (2005-2006) Acuerdo de patrocinio con la empresa de construcción Dicar S.A.

- UPM Rugby Calzada (2007-2008) Llega a un acuerdo por una temporada con la empresa UPM Proyectos Urbanos S.A.

- Club Rugby La Calzada (2006-2007 / 2008-2011) Se elimina el término "Ruck" del nombre y se moderniza la denominación.

- Mike's Calzada Rugby (2016-2019) Convenio de patrocinio con el negocio de hostelería gijonés Mike´s Burger House.

- Calzada Rugby Club de Gijón (2011-2016 / 2019-act) Se moderniza el nombre con un formato anglosajón, incluyendo la ciudad de Gijón en la denominación .

## Categorías deportivas

### Equipo femenino
El Calzada Rugby siempre apuesta por intentar hacer llegar al rugby al mayor número de personas posibles, y siempre vio una gran oportunidad para el crecimiento en la creación de una sección femenina dentro del club. 
Por eso, en el año 1995, se consigue tener por primera vez un equipo femenino, que compite en el I Torneo de Rugby a X para Cadetes. Además para esa misma temporada 95-96, el Torneo de Seven de La Calzada, organizado por el propio club, cuenta con una competición femenina.
De este modo, el Calzada Rugby se convierte en el segundo club de rugby del Principado de Asturias en tener un equipo femenino, haciéndolo el mismo año que la Atlética Avilesina, siendo además pionero en rugby femenino entre los clubes gijoneses.

### Categorías inferiores y escuela
El Calzada Rugby, siempre ha sobresalido en la región por su firme apuesta por las categorías inferiores del club, financiando la formación continuada de sus entrenadores, que normalmente son también jugadores o exjugadores del equipo, y viendo en la cantera el futuro del club.
Desde la temporada 1990-1991, el club cuenta con categorías inferiores, que comenzaron con el equipo Juvenil (Sub-18). El resto de categorías se van cubriendo poco a poco las temporadas siguientes, como en la 93-94, en la que se consigue inscribir un equipo Cadete (Sub-16) en competición. Aunque no es hasta la 06-07 que se consigue inscribir equipos también en las categorías Alevín (Sub-14), Benjamín (Sub-12) y Prebenjamín (Sub-10), que participarían ese mismo año en el Torneo Nacional en Valladolid, organizado por los equipos locales VRAC Quesos Entrepinares y El Salvador de Valladolid. Se repetiría asistencia a este evento las temporadas siguientes, siendo el único club asturiano en hacerlo. La categoría Benjamín (Sub-10) no se lograría hasta la temporada siguiente, a la vez que la entonces recién creada categoría de Jabatos (Sub-6).
Para la temporada 2007-2008, el club también inscribiría su escuela en la I Concentración Internacional de Escuelas de Rugby en la localidad madrileña de Boadilla del Monte.
En el año 2009, se produce la creación del programa de Escuelas Deportivas, del Patronato Deportivo gijonés para la participación en los nuevos Juegos Deportivos del Principado de Asturias a lo largo de la temporada. Desde ese momento, el club ha estado representando a instituciones escolares en esta competición, en categorías cadete, infantil, alevín, benjamín y prebenjamín. Año tras año se han representado diferentes centros escolares como el Colegio Montedeva, el CP Alfonso Camín, el CP Eduardo Martínez-Torner, el CP Príncipe de Asturias, el CP Atalía o los institutos IES Padre Feijoo y el IES Rosario Acuña. En la temporada 2015-2016, el equipo Alevín (Sub-14) logró el Campeonato de Asturias, siendo el único título oficial del club en categorías inferiores.
En el año 2018 el equipo Juvenil con el refuerzo de algunos jugadores procedentes del equipo Cadete, hace una gira de una semana por Irlanda, enfrentándose a varios equipos locales, y viviendo el rugby desde uno de los países con más peso en este deporte a nivel mundial.

## Torneos y eventos organizados

### Torneos
A lo largo de la temporada, el club también es, de forma tradicional, organizador de sus propios torneos.
Para edades formativas de escuelas de rugby, el club organiza en colaboración con sus patrocinadores la Gijón Cup, que tiene representación tanto de equipos locales del Principado de Asturias, como de fuera de la región, destacando en ocasiones la asistencia de equipos punteros en España, como son el VRAC Quesos Entrepinares, el SilverStorm El Salvador o el Gernika Rugby Taldea entre otros.
También es habitual la presencia del club británico Harpenden RFC, con el que "La Calzada" mantiene una estrecha relación. Al final de la temporada 2011-2012 el club visita San Juan de Luz, Francia en el Torneo Thomas Olano con todas las categorías siendo esta su primera participación en un torneo fuera de España, en la temporada 2012-2013 el club repetiría esta visita a tierras francesas.
Para la categoría sénior, también organiza un torneo de Rugby Seven, con la participación de equipos de diferentes regiones del país. Este torneo, fue el primero en ser organizado de manera consecutiva durante varias temporadas en toda la provincia, teniendo relevancia hasta a nivel internacional, con la participación de equipos provenientes de fuera de la península como el

### Eventos
La intención constante del club por dar a conocer el rugby en la ciudad y por toda la región, hace que se involucre en la organización de eventos de gran calibre, como finales de competiciones nacionales, o partidos internacionales.
En el 10 de junio del 2007, el club en colaboración directa con la Federación Española de Rugby, organizó en el Campo de Las Mestas, la LXXIV edición de la Final de la Copa de S.M. El Rey de Rugby, que enfrentó a los clubes Centransa UEMC El Salvador de Valladolid y a la UE Santboiana de San Baudilio de Llobregat (Barcelona). El enfrentamiento tuvo un resultado de 29 puntos a 16, favorable para el conjunto vallisoletano.
En el mismo escenario, el 23 de febrero del año 2013, La Calzada junto al Ayuntamiento de Gijón y la FER, organizaron un día histórico para el rugby en Asturias.
El día comenzó a las 12:00 de la mañana con un encuentro amistoso entre la Selección española femenina de Rugby y las XV Nomads (una selección de las mejores jugadoras extranjeras que juegan en las diferentes ligas de las islas británicas), finalizando con victoria local por 29 frente a 19.
El punto final del día lo pondría a las 16:00 el partido correspondiente a la tercera jornada del campeonato de selecciones Rugby Europe International Championships también conocido como torneo Seis Naciones B, y que además servía como clasificatorio para la Copa del Mundo de Rugby Inglaterra 2015. El encuentro, que enfrentó a la Selección española de rugby con la Selección rumana, terminó con victoria de Rumania con un resultado de 15 a 25.
Del mismo modo, el 25 de junio de 2022 los equipos de rugby del Gijón Rugby Club y el Calzada Rugby Club de Gijón, junto a las federaciones asturiana y española, y al Ayuntamiento de Gijón, movilizaron la ciudad para acoger, en el estadio de El Molinón - Enrique Castro "Quini", una gran fiesta del rugby español con el enfrentamiento de la Selección española con los Barbarians, el mejor equipo All-Star de rugby del mundo, que llevó a El Molinón un conjunto que contaba con 470 internacionalidades, que se llevaron la victoria de tierras gijonesas por un claro 7 a 26.

## Terreno de juego e instalaciones
El terreno de juego donde el Calzada RC juega sus partidos como equipo local es el campo de Las Mestas, propiedad del Ayuntamiento de Gijón.
Originalmente el club buscó un campo en la Zona Oeste de Gijón, encontrando un terreno que podría encajar con sus necesidades. Comenzó su actividad en él, completamente en precario, en una zona que a principios de los años 90, aún no estaba urbanizada. Este terreno, denominado Campo de Mata-Jove no poseía instalación ni cierre alguno, con invasiones de animales de granjas cercanas en muchas ocasiones. El club fue poco a poco adecentándolo para la práctica del deporte, instalando unos palos de rugby y adecuando la superficie. Los partidos se comenzaron a jugar aquí, pero se debían usar los vestuarios de los centros educativos cercanos, como el CP Eduardo Martínez-Torner o el CP Miguel de Cervantes. Tras alrededor de una década de uso, el Ayuntamiento de Gijón decide construir unos vestuarios con almacén, pero múltiples planificaciones urbanísticas posteriores por parte del propio consistorio, y la urbanización de la zona, provocaron que apenas dos años después de la inauguración de las nuevas instalaciones, el campo pierda casi la mitad de su tamaño, dejándolo únicamente valido como campo de entrenamiento reducido, obligando al club a trasladar sus partidos a otros terrenos de juego, como el campo de rugby de la Universidad Laboral de Gijón o el Complejo Deportivo Las Mestas, en la zona opuesta de la ciudad. Aun así, el Calzada Rugby, mantenía su sede social en el Mata-Jove, así como el grueso de su actividad. Con el tiempo, el club buscó un local social en el barrio de El Coto, dada la lejanía del Mata-Jove y los campos donde se jugaban los partidos.
En el año 2019, el Ayuntamiento decide desalojar al club del campo de Mata-Jove, sobre el que se proyectó un pabellón deportivo con un coste de 12 millones de euros. Sin ninguna alternativa tangible por parte del consistorio, el club tiene que hacer las maletas y llevar una vida nómada, basando su actividad deportiva en el alquiler de instalaciones, suponiendo esto un incremento de costes que afectó significativamente a las arcas de la entidad. 
Tras un cambio de gobierno en la ciudad, en el año 2023 se proyecta un aparcamiento sobre el campo de Mata-Jove, pero la presión del club y el apoyo del barrio de La Calzada, consigue recuperar la instalación para comienzos del año 2024.  Finalmente el 10 de abril de ese mismo año, el Calzada Rugby consigue en el Pleno del Ayuntamiento la cesión de nuevo del Campo de Mata-Jove, asumiendo el consistorio la subsanación del deterioro de la instalación por su abandono, así como la colocación de nuevas luminarias y fontanería. 
Durante varias temporadas, el club también ha tenido actividad en el campo de rugby de la Universidad Laboral de Gijón, en el campo de El Frontón, antiguo campo del Club Calzada de fútbol; y en el Estadio Santa Cruz actual hogar del Gijón Industrial.

## Uniforme y emblemas

### Uniforme
El Calzada Rugby Club ha vestido tradicionalmente con camiseta a franjas azules y granates, con pantalón azul y medias también azulgranas.
A lo largo de su historia, las franjas han sido tanto verticales como horizontales, y se han visto sustituidas ocasionalmente incluso por un patrón con cuadrados. También se han creado camisetas especiales para acontecimientos como giras por Irlanda o torneos de seven, entre las que cabe destacar la de la temporada 2017-2018 con dibujos de flores de hibisco entrelazados, y detalles maoríes en los dorsales.
Los colores de pantalones y medias han sufrido cambios a lo largo de las temporadas. Los pantalones, más allá del azul habitual, han sido negros, grises o blancos; del mismo modo, las medias aparte de las habituales franjas, también han contado con colores sólidos como azul, granate (actual), azul marino con detalles del club, o simplemente negro.
En el año 2009, el club dejó atrás durante varias temporadas las franjas azulgranas, sustituyendo los colores por un naranja vivo, reservando solo los costados para los colores originales del club.
Para las categorías inferiores sub-8, sub-10 y sub-12, la camiseta es rosa con pantalón azul. La media izquierda es azul y la derecha granate. En el pasado también se utilizaron los colores tradicionales del club, así como camisetas rojas y/o grises.
Destaca también el equipo de veteranos, que viste completamente de negro con detalles y dorsales en blanco.
- Uniforme actual SENIOR: camiseta azulgrana a rayas horizontales, pantalón azul y medias granates.
- Uniforme actual ESCUELA: Igual que la equipación SENIOR excepto para categorías Sub-8, Sub-10 y Sub-12 que cuentan con camiseta rosa con la mascota del club en verde, pantalón azul con detalles blancos, media granate para la pierna derecha y azul para la izquierda.
- Uniforme actual VETERANOS: Camiseta y pantalón negros con detalles en blanco. Las medias son a franjas azulgranas horizontales.

### Emblema
En los inicios del club, cuando el nombre era Club Rugby "La Paz", el emblema era una paloma con una rama de olivo en el pico, precisamente el símbolo mundial de la paz. 

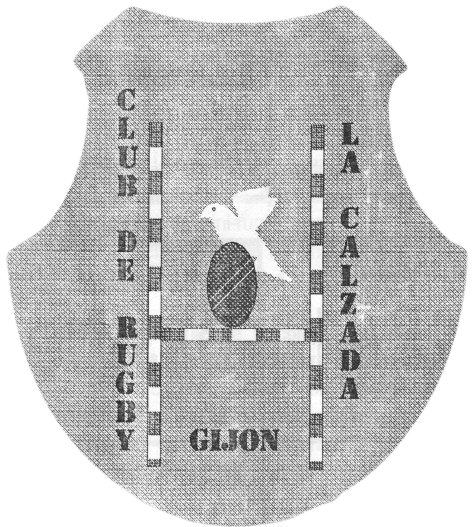
El escudo del club en el año 1992

Tras el fin del patrocinio del Bar La Paz, el club cambia de nombre y por tanto también su escudo, siendo ahora una versión orientada para el rugby del escudo original del año 1924 del Club Calzada de fútbol, el histórico equipo de fútbol del barrio, que en el año 1969 se fusionaría con el Pelayo Club de Fútbol para fundar el Unión Deportivo Gijón Industrial, equipo que a día de hoy sigue colaborando y manteniendo una estrecha relación con La Calzada. 

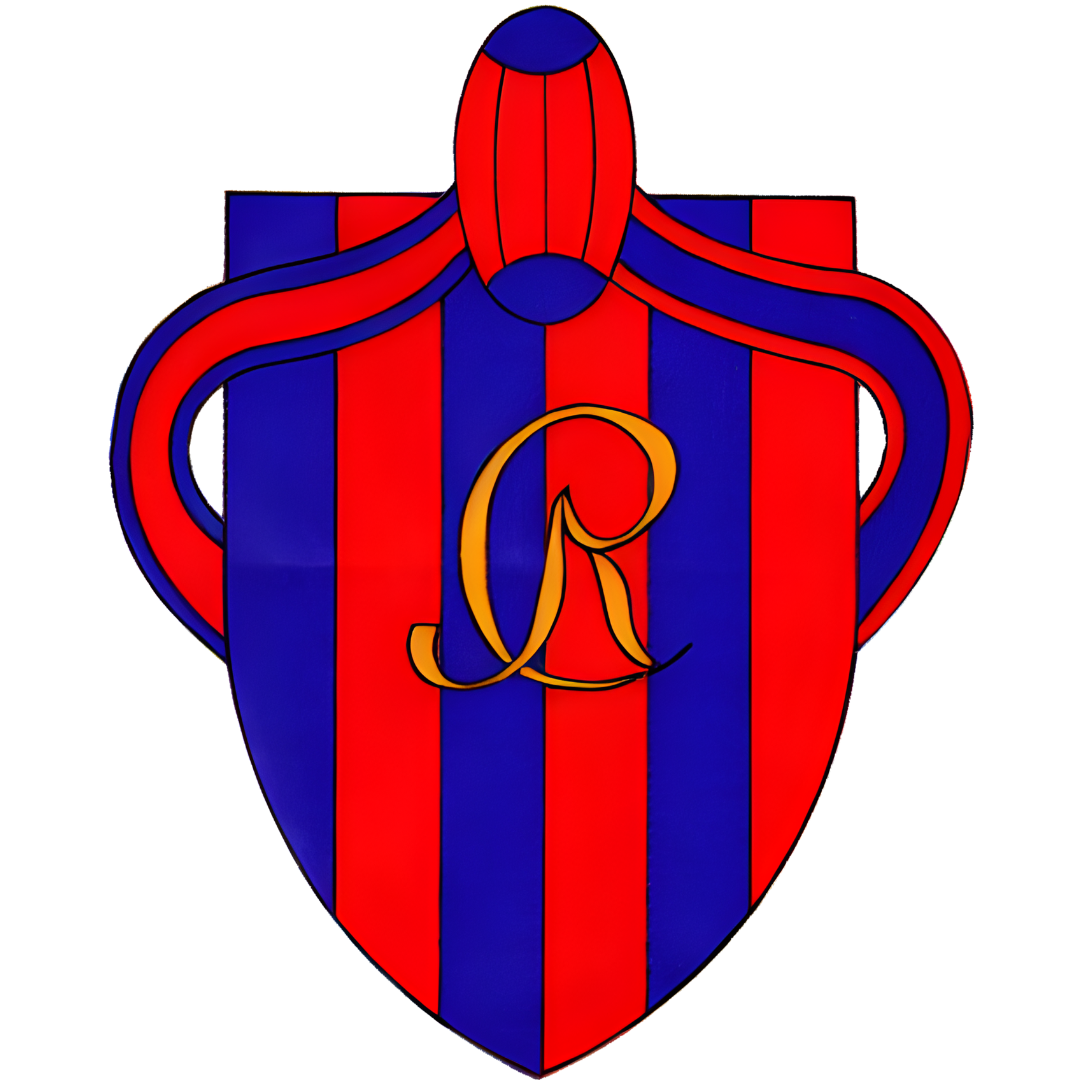
Escudo del club para la temporada 1993-94. Se mantendría hasta la temporada 2006-07.

Con el paso de los años y el último cambio de denominación, el club decide adoptar en el año 2006 el cuélebre de la mitología astur-celta como mascota del club y parte de su emblema, la seña de identidad, representando su resistencia y ferocidad; siendo el nuevo escudo una sutil silueta de este animal mitológico junto a un balón de rugby, acompañado del nombre completo del club.
En el año 2017, se renueva el escudo por uno más modernizado, manteniendo la cabeza del cuélebre, mucho más detallada, acompañada del balón de rugby, y las palabras "Rugby Calzada" en la parte inferior.

## Rivalidad
Mantiene un derbi local con el Gijón Rugby Club, siendo ambos clubes los dos únicos representantes en activo de este deporte en la ciudad.
Los partidos que enfrentan al Calzada Rugby con el Real Oviedo Rugby y la Asociación Llanerense de Rugby, también acostumbran a ser partidos reñidos y disputados con una gran rivalidad.